# Chen Kang (Badminton)
Chen Kang (chinesisch 陳康, Pinyin Chén Kāng, * 24. November 1965) ist ein ehemaliger chinesischer Badmintonspieler.

## Karriere
Chen Kang nahm 1992 an den Olympischen Spielen im Herrendoppel mit Chen Hongyong teil. Dort unterlagen sie den späteren Siegern Kim Moon-soo und Park Joo-bong im Achtelfinale. Bei Weltmeisterschaften war die Paarung erfolgreicher. 1989 gewannen sie Silber, 1993 Bronze. 1994 wurden sie Asienmeister.

## Sportliche Erfolge
| Saison | Veranstaltung                | Disziplin    | Platz | Name                      |
| ------ | ---------------------------- | ------------ | ----- | ------------------------- |
| 1986   | Asienspiele                  | Herrendoppel | 3     | Ding Qiqing / Chen Kang   |
| 1989   | Weltmeisterschaft            | Herrendoppel | 2     | Chen Kang / Chen Hongyong |
| 1990   | Thailand Open                | Herrendoppel | 2     | Chen Kang / Chen Hongyong |
| 1991   | Finnish International        | Herrendoppel | 1     | Chen Kang / Chen Hongyong |
| 1992   | Singapur Open                | Herrendoppel | 1     | Chen Kang / Chen Hongyong |
| 1992   | Japan Open                   | Herrendoppel | 1     | Chen Kang / Chen Hongyong |
| 1992   | Swedish Open                 | Herrendoppel | 1     | Chen Hongyong / Chen Kang |
| 1993   | China Open                   | Herrendoppel | 2     | Chen Kang / Chen Hongyong |
| 1993   | Japan Open                   | Herrendoppel | 1     | Chen Kang / Chen Hongyong |
| 1993   | All England                  | Herrendoppel | 2     | Chen Hongyong / Chen Kang |
| 1993   | Weltmeisterschaft            | Herrendoppel | 3     | Chen Kang / Chen Hongyong |
| 1994   | Asienspiele                  | Herrendoppel | 3     | Chen Kang / Chen Hongyong |
| 1994   | Badminton-Asienmeisterschaft | Herrendoppel | 1     | Chen Kang / Chen Hongyong |